# Oprah Winfrey
Oprah Winfrey (Kosciusko, Mississippi, 29. siječnja 1954.) – američka tv-voditeljica, glumica i filmska producentica. 
Rođena je u siromaštvu u seoskom području američke države Mississippi. Do tinejdžerske dobi, odgajala ju je samohrana majka, a kasnije je odrasla u Milwaukeeu. Doživjela je traumatično djetinjstvo, uključujući i silovanje u dobi od 9 godina te trudnoću s 14 godina. Njezin sin umro je u djetinjstvu. 
Još za vrijeme srednje škole, radila je na radiju. Uređivala je lokalne večernje vijesti s 19 godina. Počela je voditi talk show na lokalnoj televiziji u Chicagu u siječnju 1984. Gledanost je rapidno rasla. Dobila je priliku za novi talk show, koji se emitirao na cijelom prostoru SAD-a od 8. rujna 1986. godine te je nazvan "Oprah Show". To je trenutno najdugovječniji talk show u SAD-u, koji se emitira svaki dan. U 24 sezone, bilo je više od 5 000 emisija. Najavljeno je da će se emitirati do 9. rujna 2011. Emisiju proizvedi njena tvrtka Oprah Harpo iz Chicaga. 
Oprah je jedna od najutjecajnih žena u SAD-u. Dnevno dobiva oko 3 000 e-mailova. U njenoj emisiji gostovali su: Tom Cruise, George W. Bush, Prince, Michael Jackson, John F. Kennedy Jr., Muhammad Ali, Hillary Rodham Clinton i mnogi drugi glumci, pjevači, političari i dr.
Uz talk show, Oprah ima svoj mjesečnik "O - Oprah Magazine", dobrotvorne aktivnosti, organizaciju "Oprah's Angel Network" i klub knjiga pod nazivom "Oprah's Books". 
Najbogatija je Afroamerikanka 20. stoljeća, jedina Afroamerikanka milijarderka. Mnogo je novaca darovala u dobrotvorne svrhe.
Bila je nominirana za Oscara za najbolju sporednu glumicu u filmu "Boja purpura" 1985. Njezina produkcijska kuća, Harpo Productions proizvodi televizijske programe i filmove.
Angažirala se u predsjedničkoj kampanji Baracka Obame.